# Gunnislake
Gunnislake är en ort i Storbritannien.   Den ligger i grevskapet Cornwall och riksdelen England, i den södra delen av landet, 300 km väster om huvudstaden London. Gunnislake ligger 53 meter över havet och antalet invånare är 3 025.
Terrängen runt Gunnislake är platt österut, men västerut är den kuperad. Gunnislake ligger nere i en dal. Runt Gunnislake är det mycket tätbefolkat, med 1 177 invånare per kvadratkilometer. Närmaste större samhälle är Plymouth, 17,7 km söder om Gunnislake. Trakten runt Gunnislake består i huvudsak av gräsmarker.